# 阿部孝夫
阿部 孝夫（あべ たかお、1943年（昭和18年）9月18日 - ）は、日本の政治家、自治官僚。神奈川県川崎市長（第15・16・17代）。元個人情報保護委員会委員（常勤、2014年1月1日～2019年1月1日）。

## 来歴
福島県信夫郡水保村（現福島市）生まれ。福島県立福島高等学校卒業。1967年（昭和42年）3月、東京大学法学部第2類（公法コース）卒業。同年4月、自治省に入省した。以後本省での勤務や外務省（本省、在サンフランシスコ日本国総領事館領事）、環境庁（環境管理課長）、埼玉県、茨城県（財政課長）、石川県（企画開発部長、商工労働部長、総務部長）への出向、自治大学校教授、市町村アカデミー教授・研修部長を経て、1992年（平成4年）に退官し北陸大学法学部教授。1996年（平成8年）から高崎経済大学地域政策学部、2000年（平成12年）から法政大学社会学部及び同大大学院でそれぞれ教授に着任。
2001年（平成13年）10月21日の川崎市長選挙に無所属（民主党・自由党・無所属の会・保守党推薦、公明党支持）で出馬。4選を目指した現職の高橋清ら4人を破り、初当選した。投票率は、36.76%。
2003年（平成15年）7月、全国2例目の多選自粛条例を川崎市議会で可決させ、制定した（ただしこの条例は、制定時の市長のみ有効のものである）。
2005年（平成17年）10月23日の川崎市長選挙で再選。投票率は36.32%。
2009年（平成21年）10月25日の川崎市長選挙に無所属（連合推薦）で出馬。元神奈川県議会議員の福田紀彦（民主党推薦）、元川崎市議の原修一（自由民主党川崎市連推薦）、市民団体役員の岡本一（日本共産党推薦）ら3人の候補者を破り、3選。得票数は、阿部：145,688票、福田：117,456票、原：66,462票、岡本：60,698票。投票率は、36.09%。
2013年（平成25年）9月11日の川崎市議会定例会で、自身が定めた多選自粛条例に基づき、10月の川崎市長選挙には出馬しない意向を表明した。ただし、阿部本人は自身の出馬について「条例の廃止が前提」と述べ、最後まで態度を保留しており、阿部を支持する一部の国会議員が多選自粛条例を廃止するための署名運動を計画していたことが報じられた。同年10月の川崎市長選挙では、川崎市財政局長の秀嶋善雄を支援したが、秀嶋は福田紀彦に敗れ、落選した。同年11月18日、任期満了により川崎市長を退任。
2014年（平成26年）1月、特定個人情報保護委員会委員（常勤）に就任した。
2016年（平成28年）1月、上述の組織から改組された個人情報保護委員会委員（常勤）に就任した。
2019年（平成31年）1月、個人情報保護委員会委員を退任。
2019年、旭日重光章受章。

## 人物
- 2011年（平成23年）3月の東日本大震災発生を受け、同年4月に全国の自治体に先駆けて被災地の瓦礫の川崎市への受け入れを表明。陸前高田市や大船渡市の瓦礫を受け入れる方向で調整が進められていたが、被災地内での瓦礫の処理が進行したため、2012年5月に受け入れの見直しを表明。ただし、被災地から瓦礫の広域処理について申し出があった場合は、意見交換は継続する考えをあわせて表明した。
- 2012年（平成24年）9月5日の東京新聞朝刊で、神奈川県川崎市の学校給食におけるセシウムが検出された食材の使用について「このレベルでビクビクする教育をすることが間違い」と発言したことが報じられた。

## 著書
- 「スパイスの効いた地域づくり」（1985年6月、第一法規出版）
- 「地域環境管理計画策定の理論と手法」（1986年8月、ぎょうせい） ISBN 4-3240-0516-8
- 「国際化と地域活性化」（1987年2月25日、ぎょうせい） ISBN 4-3240-0751-9
- 「日本が変わり地方が変わる」（1987年5月、良書普及会） ISBN 4-6569-0651-4
- 「新地方の時代を読む」（1989年3月、学陽書房） ISBN 4-3131-6062-0
- 「政策形成と地域経営」（1998年8月10日、学陽書房） ISBN 4-3131-6081-7
- 「実践的行政管理論」（1999年3月、成分堂） ISBN 4-7923-0295-1
- 「これからの日本、これからの地方自治」（2001年6月27日、ふこく出版） ISBN 4-4340-1140-5
- 「「灰色のまち」から「音楽のまち」へ ―川崎市政大改革」（2019年3月29日、時事通信社） ISBN 4-7887-1613-5

## 出演
- ラジオ
  - 音楽のまち・かわさき（2005年4月3日-9月4日、ラジオ日本）